# Lotte Profohs
Lotte Profohs, auch Lotte Profohs-Leherb (* 16. November 1934 in Wien als Li(e)selotte Cäcilie Profohs; † 6. November 2012 ebenda), war eine österreichische Grafikerin und Malerin, die dem Expressionismus nahestand.

## Leben
Lotte Profohs war das jüngste Kind von Hermine Stephanie Heller (1897–1975) und Leopold Ferdinand Profohs (1895–1985). Letzterer war k.u.k. Hof-Hutmacher. Leopold Ferdinand und Hermine Stephanie Profohs kamen beide aus Wien, wo Lotte Profohs und ihre Geschwister aufwuchsen. Ab der dritten Klasse Volksschule bis zu ihrem Abschluss besuchte Lotte Profohs das Sacré Coeur am Rennweg im 3. Bezirk.
Profohs studierte mit 15 Jahren ab 1949 an der Akademie für angewandte Kunst, wo sie auch ihren späteren Mann Helmut Leherbauer, (Maître) Leherb, kennenlernte. Die beiden besuchten einige Klassen an der Akademie gemeinsam, 1955 wechselten sie zusammen an die Akademie der bildenden Künste am Schillerplatz. Im Dezember 1955 heirateten sie in der Rochuskirche in Wien. Trauzeugen waren die Bildhauerin Trude Fronius und Franz Seipert. Am 24. Mai 1960 wurde Anselm Daniel Leherb († 11. Juli 2001) als einziges Kind geboren.
Seit Beginn ihrer Beziehung Anfang der 1950er Jahre war Profohs ein Modell für die Werke ihres Mannes. Sie unterstützte das Werk ihres Mannes intensiv; so gab sie ihre eigene Karriere nahezu auf und trat in den Hintergrund. In Wien veranstalteten sie gemeinsam ihre „skandalösen Performances“ und führten in der Kunstszene das Leben eines exzentrischen Künstlerpaars. Dies hatte die Konsequenz, dass sich ihr Bild in der Öffentlichkeit veränderte: „Ich wurde als Luxusgeschöpf abgestempelt, man sah mich nur noch als Madame Leherb, das blondhaarige Modell für die Bilder meines Mannes. Dabei habe ich wenig Zugang zum Surrealismus“.  Sie bezeichnete sie sich selbst stets als Expressionistin.
Profohs war bereits Anfang der 1950er Jahre als Grafikerin und Malerin international anerkannt; ihre Arbeiten wurden von renommierten Museen (Louvre) und Sammlungen angekauft.
Sie wurde am Wiener Zentralfriedhof bestattet.
Im Jahr 2018 wurde in Wien-Donaustadt (22. Bezirk) der Lotte-Profohs-Weg nach ihr benannt.

## Werk
Profohs Werke haben häufig einen sozialkritischen Hintergrund und sind in der Regel nur in Schwarz und Weiß gestaltet. Sie arbeitete kaum in Farbe, da sie dies als unbefriedigend empfand.
Ihre Zeichnungen entstanden ohne Vorzeichnungen. Nach eingehender Beschäftigung mit der technischen Anwendung der Tuschemalerei der Ostasiaten malte sie die meisten ihrer Grafiken mit chinesischer Tusche auf Ingrespapier.
Profohs beschäftigte sich mit Menschen am Rande der Gesellschaft und mit feministischen Themen, die sich v. a. nach einer Begegnung mit Simone de Beauvoir verstärken sollten.
Ihre Werke wurden auch in die Sammlung des Verbunds der Feministischen Avantgarde aufgenommen.
Themen im Werk der Lotte Profohs
Lotte Profohs beschäftigte sich seit ihrer Jugend mit sozialkritischen Themen. Sie berührte v. a. Themen, die weder zeitgemäß noch salonfähig waren: Die Frau am Rande der Gesellschaft, die alleinerziehende Mutter, Prostitution, Sexualität, Homosexualität und das Altern wurden zentrale Bestandteile ihres Werkes. Sie beschäftigte sich nicht nur mit diesen Themen, sondern auch mit ihrer Position als Frau in der männerdominierten Kunst.
Erbarmt euch der Frauen
Im Jahr 1957 illustrierte Lotte Profohs die deutsche Erstausgabe des Romans „Pitié pour les Femmes“ von Henry de Montherlant, der unter dem Titel „Erbarmen mit den Frauen“ erschienen. Nach der Lektüre des Romans fertigte sie zwischen 1960 und 1961 etwa 200 Zeichnungen, die von Montherlants Buch inspiriert waren. Das Buch mit diesen Illustrationen erschien einer Auflage von 2500 Stück. Weitere 25 Grafiken wurden 1962 in der gleichnamigen Ausstellung in der Kunsthalle Düsseldorf ausgestellt.
Schrecken der Leidenschaft
Profohs illustrierte zwei Kurzgeschichten von Edgar Allan Poe. Das Buch „Schrecken der Leidenschaft“ mit dem Untertitel „Für Furchtsame & Tapfere“ erschien 1973 in Reihe „Bücher aus der Schatztruhe“ im Verlag Kremayr & Scheriau in Wien. Der Zyklus, der in „Schrecken der Leidenschaft“ abgebildet, ist, wurde vom Verlag „Die arabesken Träumungen geliebter Gesichter“ genannt und umfasst zwölf Blätter.
Emigranten der Zeit
Der Zyklus „Emigranten der Zeit“ wurde ab 7. November 1989 in der österreichischen Postsparkasse ausgestellt. Mit dem Thema der Emigration hatte sich Profohhs bereits Jahre vor der Ausstellung auseinandergesetzt. In ihren Werken wird ihr eigener Dialog mit den Menschen dargestellt. Lotte Profohs verstand eine Emigration jedoch nicht nur als einen Ortswechsel, sondern auch als einen inneren Aufbruch.

## Publikationen
- Lotte Profohs: Erbarmt Euch Der Frauen. Ayez Pitie Des Femmes. Wolfrum, Wien, 1961.
- Edgar Allan Poe, Lotte Profohs: Schrecken der Leidenschaft.  Mit dem Zyklus von 12 Graphiken „Die arabesken Träumungen geliebter Geischter“.  (Bücher aus der Schatztruhe). Kremayr und Scheriau, Wien, 1973. ISBN 978-3-21800257-8